# KBOフューチャースリーグ
KBOフューチャースリーグ（KBO Futures League、朝鮮語: KBO 퓨처스 리그）は、大韓民国のプロ野球二軍リーグ。参加球団は11チーム。

## 概要
韓国のプロ野球における二軍のリーグ戦は1990年に始まり、2008年より2014年まで「フューチャースリーグ」の名称で、2015年より「KBOフューチャースリーグ」の名称で行われる。
リーグは北部・南部地区の2地区制（2015年のみ3地区制だった）で行われる。個人タイトルは北部、南部別々に表彰され、それぞれのリーグの優勝チームによる優勝決定戦などはない。また毎年7月にはフューチャースリーグオールスター戦が開催されている。
2012年シーズンより新規加入のNCダイノスが参入（2013年からは一軍リーグ加入、以降NCは二軍を設置して引き続き参戦）し、同じく高陽ワンダーズ（他球団を戦力外となった選手やドラフト指名漏れとなった選手で構成）が非公式ながら参入（2014年まで）。この動きとは別に、日本の福岡ソフトバンクホークスの三軍は同リーグとの交流試合を組み、2012年からシーズン中に韓国に遠征して尚武フェニックス・警察野球団以外のチーム（高陽とは2013年から対戦）と対戦している。
なおソフトバンク三軍（と、2014年までの高陽ワンダーズ）はオープン参加であり、このチームとの対戦を行う場合はエキシビション扱いとなるため、個人成績などは公式記録にはならない。（参考：日本「シリウス」・「イースタン・リーグ チャレンジ・マッチ」（フューチャーズ））また2014年には新球団KTウィズ（水原市を本拠地とする）が参入（この新球団も2015年より一軍リーグに参入する）。
2019年シーズンは、同年中に警察野球団が解散することになっていたため、北部リーグ5チームと南部リーグ6チームの合計11チームによる総当たり戦とは別に、警察野球団との試合が番外としてチーム成績は記録されないものの個人成績のみ記録される形で実施された。警察野球団は7月8日に全試合日程を終了し、翌8月に解散した。
一軍で出場機会のない選手の移籍を活発化するため、2022年からフューチャースリーグFAが導入されたが2023年で廃止された。
試合は主に日中に行われるが、7～8月を中心に夜間の開催もある。

## 参加チーム

### 南部地区
| チーム名             | 縁故都市       | 本拠地                             | 備考  |
| -------------------- | -------------- | ---------------------------------- | ----- |
| 起亜タイガース       | 全羅南道咸平郡 | 咸平起亜チャレンジャーズフィールド |       |
| サムスン・ライオンズ | 慶尚北道慶山市 | 三星ライオンズボールパーク         |       |
| ロッテ・ジャイアンツ | 慶尚南道金海市 | 上東野球場                         |       |
| 尚武野球団           | 慶尚北道聞慶市 | 尚武野球場                         | [ 3 ] |
| 昌原ダイノス         | 慶尚南道昌原市 | 馬山総合運動場野球場               | [ 4 ] |
| KTウィズ             | 全羅北道益山市 | 益山国家代表グラウンド             | [ 5 ] |

### 北部地区
| チーム名             | 縁故都市       | 本拠地                  | 備考  |
| -------------------- | -------------- | ----------------------- | ----- |
| SSGランダース        | 仁川広域市     | SSGフューチャーズパーク | [ 6 ] |
| 高陽ヒーローズ       | 京畿道高陽市   | 高陽国家代表グラウンド  | [ 7 ] |
| 斗山ベアーズ         | 京畿道利川市   | ベアーズフィールド      |       |
| LGツインズ           | 京畿道利川市   | LGチャンピオンズパーク  |       |
| ハンファ・イーグルス | 忠清南道瑞山市 | 瑞山野球場              | [ 8 ] |

### 賞典外参加
| チーム名                         | 縁故都市                    | 備考  |
| -------------------------------- | --------------------------- | ----- |
| 福岡ソフトバンクホークス（三軍） | 福岡県福岡市中央区 (福岡市) | [ 9 ] |

### 過去の参加チーム
| チーム名                            | 縁故都市                                 | 本拠地                           | 備考   |
| ----------------------------------- | ---------------------------------------- | -------------------------------- | ------ |
| サンバンウル・レイダース            | 全羅北道全州市                           | 全州公設運動場野球場             | [ 10 ] |
| 太平洋ドルフィンズ→現代ユニコーンズ | 仁川広域市 →ソウル特別市（京畿道水原市） | 仁川公設運動場野球場 →元堂野球場 | [ 11 ] |
| 高陽ワンダーズ                      | 京畿道高陽市                             | 高陽国家代表グラウンド           | [ 12 ] |
| 警察野球団                          | 京畿道高陽市                             | 警察野球団球場                   | [ 3 ]  |